# Камерний театр
Театр камерний (англ.; chamber theater; нім.: Kammerspiel; ісп.; teatro de cámara; франц.: théâtre de chambre.) -  камерний театр, так само як камерна музика (звідси й запозичено цей термін), є формою репрезентації та драматургії зі скупими сценічними засобами вираження, обмеженою кількістю акторів і глядачів та обсягу розглянутих тем. 
1. Цей тип театральної вистави, до якого, очевидно, належить «інтимний театр» Шекспіра (і його камерні п’єси), засновано1907 р. (як взірцевий приклад). Він виник як реакція на «важку» драматургію. Де використовують значну кількість художнього й технічного персоналу, багаті та розмаїті декорації, а також необмежену кількість глядачів у т.зв. італійському та масовому театрах, часті антракти і небувалу пишноту міщанського театру. Драматична манера викладу очищена, зведена до основних конфліктів й об’єднана простими правилами, які, наприклад, Стріндберг описував так: «Якщо в мене запитають, чого прагне інтимний театр, якою є його мета, то я відповім: розвивати у драмі сюжет, сповнений обмеженим значення. Ми уникаємо тимчасових рішень, простеньких ефектів, бравурних моментів, номерів для знаменитих акторів. Драматург не має права бути заздалегідь скутим жодним правилом, бо саме сюжет є передумовою форми. Отож повна свобода щодо трактування сюжету, але за умов дотримання єдності концепції та стилю» (Strinberg. “Le ouverte de théâtre  intime”, 1908).
2. За такою самою логікою інтимний театр є течією 20 – 30 рр XX ст..; драматургами його були: Гантійон, Пеллерен, Бернар. Він тяжіє до «дешифрування загадки людини, про яку в ньому йдеться» [Ж.-Ж. Бернар (J.- J. Bernard)]. Моду на камерний театр (від початку XX ст. і до наших днів) можна пояснити прагненням перетворити сцену на місце зустрічі та взаємної сповіді між актором і глядачем, де торкаються гостропсихологічних питань. У цьому середовищі «за зачиненими дверима» актор немов безпосередньо доторкається до публіки, а вона не може відірватися від емоційної участі в драматичній дії та відчуває на собі особисто звернення акторів. Теми «сімейна пара», «самотня людина», «божевілля» вибирають для безпосередньої розмови з глядачем, який комфортно сидить у кабінеті психоаналізу і потрапляє завдяки присутності актора й поданої фікції у власний внутрішній світ. Сцена стає немов продовженням його свідомості,  ба навіть підсвідомості, так ніби він мав би то розплющувати, то заплющувати очі й продовжувати спостерігати за п’єсою чи фантазмом «іншої сцени», яка стала його власною (див. «Le théâtre de chambre” de J. Tardien, 1955). Деякі режисери (Гротовський, Барба) наполягають на обмеженій кількості глядачів, наповненні сцени та залу атмосферою «релігійності». Глядач на відміну від його ситуації на святах, ритуалах, масштабних драматичних чи епічних спектаклях, геппенінгу почувається ізольованим і зведеним до рівня самого себе, як це є у випадку альвеолярного простору інтимного кіно. Ось чому такий популярний у наш час і близький до «скупих» засобів жанр, яким є кафетеатр, - це абсолютна протилежність до камерного театру. Справді ж бо, камерний театр не витримує шуму, зайвих рухів і сатиричних тем, що миттєво викликають «колективний сміх». Драматургія, скерована однозначно на індивіда (наприклад, психологічний театр, соціальний клас, театр буденності; камерний театр М. Вінавера 1978 і 1982 рр. як теорія, а також інтимний театр Л. Калафер та й Ж. Лепінуа з  його п’єсою «Тільки не смерть» 1995 р.), потрапляє в інтимному театрі в ситуацію такого сприймання, яке відповідає сценічній манері викладу та ідеальному спілкуванню з публікою. У камерному театрі діють такі самі сили, як це властиво камерній музиці: поліфонія діалогів і тем, дисонанси, специфічна тональність кожного інструмента, скрупульозна драматургічна інтерпретація з інкрустацією та композицією переплетених голосів.